# NGC 5308
NGC 5308 (другие обозначения — UGC 8722, MCG 10-20-29, ZWG 295.12, PGC 48860) — линзообразная галактика (S0) в созвездии Большая Медведица.
Этот объект входит в число перечисленных в оригинальной редакции «Нового общего каталога».
В галактике вспыхнула сверхновая SN 1996bk типа Ia, её пиковая видимая звездная величина составила 14,5.